# Clubes brasileiros em competições internacionais no século XXI

### Lista de títulos internacionais por clubes brasileiros no século XXI
| #  | Clube         | Número de Títulos  | Títulos |
| -- | ------------- | ------------------ | --- |
| 1  | Internacional | 7 títulos oficiais | 1 Copa do Mundo de Clubes da FIFA, 2 Recopas Sul-Americanas 1 Copa Suruga Bank, 2 Libertadores, 1 Copa Sul-Americana |
| 2  | Corinthians   | 4 títulos oficiais | 2 Copas do Mundo de Clubes da FIFA, 1 Libertadores, 1 Recopa Sul-Americana                                           |
| 3  | São Paulo     | 3 títulos oficiais | 1 Copa do Mundo de Clubes da FIFA, 1 Libertadores, 1 Copa Sul-Americana                                              |
| 3  | Palmeiras     | 3 títulos oficiais | 2 Libertadores, 1 Recopa Sul-Americana                                                                               |
| 3  | Flamengo      | 3 títulos oficiais | 2 Libertadores, 1 Recopa Sul-Americana                                                                               |
| 3  | Athletico-PR  | 3 títulos oficiais | 2 Copas Sul-Americanas, 1 Copa Suruga Bank                                                                           |
| 7  | Atlético-MG   | 2 títulos oficiais | 1 Libertadores, 1 Recopa Sul-Americana                                                                               |
| 7  | Santos        | 2 títulos oficiais | 1 Libertadores, 1 Recopa Sul-Americana                                                                               |
| 7  | Fluminense    | 2 títulos oficiais | 1 Libertadores, 1 Recopa Sul-Americana                                                                               |
| 7  | Grêmio        | 2 títulos oficiais | 1 Libertadores, 1 Recopa Sul-Americana                                                                               |
| 11 | Botafogo      | 1 título oficial   | 1 Libertadores |
| 11 | Chapecoense   | 1 título oficial   | 1 Copa Sul-Americana                                                                                                 |
| 11 | Vasco         | 1 título oficial   | 1 Copa Mercosul |